# Microtropesa campbelli
Microtropesa campbelli är en tvåvingeart som beskrevs av Paramonov 1951. Microtropesa campbelli ingår i släktet Microtropesa och familjen parasitflugor. Inga underarter finns listade i Catalogue of Life.